# Gueorgui Cheitanov
Gueorgui Cheitanov nace el 14 de febrero de 1896 en Yambol (Bulgaria), fue una de las figuras más excepcionales del anarquismo búlgaro. Alumno brillante, frecuenta muy joven los ambientes libertarios. Comete su primera acción en 1913 quemando los archivos del tribunal local, por lo que es arrestado, pero consigue escapar. En su huida viaja a París, entonces tenía 18 años, donde se reúne con otros anarquistas búlgaros, como Varban Kilifarski.

## Vida
Vuelve clandestinamente a Bulgaria en 1914, para continuar su labor propagandística revolucionaria. Arrestado y torturado por la policía, consigue escapar de nuevo. Entre 1917 y 1918 fue el único revolucionario búlgaro en Moscú en el comienzo de la revolución rusa. A su vuelta a Bulgaria, toma contacto con el movimiento anarquista. En esa época publica su famosa "Carta a los Anarquistas" así como un "Manifiesto a los revolucionarios".
Participó en muchas acciones armadas contra el Estado, escapándose de prisión dos veces de forma espectacular. A los 26 años, analizó la táctica del movimiento y calificó la lucha que se realizaba en Bulgaria como inadecuada. Según él, era necesaria una mayor organización y acción, no sólo en el lugar de trabajo, si no en todos los aspectos de la vida.
Participó en la liberación de prisión del anarquista Petar Maznev. Colaboró en "Sociedad Libre", revista teórica de la Federación Anarco-Comunista, así como en la revista literaria "Plamak" que influenció a muchos intelectuales. También, entre 1924-1925, editó el periódico "Acratie". 

## Muerte
El golpe militar de 1923 produjo la muerte de 35.000 trabajadores y campesinos. La resistencia armada que siguió culminó con el atentado con bomba a la catedral de Sofía, perpetrado por el Partido Comunista. A partir de este momento se desencadena una represión masiva contra el movimiento revolucionario. Cheitanov y su compañera de amor y lucha, Mariola Sirakova, cayeron en una emboscada y fueron arrestados. La noche del 2 de junio de 1925, fueron ejecutados junto a otros 12 compañeros.

¡Que la danza del terror trace el camino!
¡Que la orgía de la destrucción sea nuestro manifiesto!
La Bulgaria de reyes, de lacayos, de espías, estallará!

¡Viva la Anarquía!
Gueorgui Cheitanov, Carta a los Anarquistas